# Giromancia
Giromancia (palabra que procede del griego: γῦρος —gyrós— que significa círculo) es una forma de adivinación mediante la que se pretende hacer predicciones utilizando la figura del círculo y las letras del abecedario. En la literatura se describen dos formas de practicar la giromancia. 
Según los escritos de san Cipriano de Antioquía, citados por Francis Roland, una de ellas consistía en trazar un círculo en el suelo y diseminar sobre él las letras del alfabeto. La persona que hace la consulta se coloca en el centro y comienza a girar, cuando se marea y cae, cubre con su cuerpo las letras que darán la respuesta.
Otras fuentes citan otro método en que varias personas caminan alrededor de un círculo en cuyo centro se esparcían varias letras sueltas, posiblemente en hebreo. Si el círculo era muy pequeño y las vueltas se daban con rapidez; sobrevenía luego una especie de vértigo a cada uno de los que daban las vueltas que les hacía perder el equilibrio y a cada caída que uno daba cogía una letra. Cuando ya no había letra alguna dentro del círculo cada uno combinaba las letras que había cogido formando una o más palabras que consideraba como su signo o suerte futura.